# L3Harris OA-1K Skyraider II
Le Air Tractor-L3Harris OA-1K Sky Warden (designation commerciale AT-802U Sky Warden) est un avion d'attaque léger et de reconnaissance armé américain à voilure fixe, monomoteur, construit par Air Tractor et modifié par L3Harris pour le programme Armed Overwatch du Commandement des opérations spéciales des États-Unis (SOCOM). Il est développé à partir de l'Air Tractor AT-802, un avion américain souvent utilisé dans le secteur agricole.
L'AT-802U Sky Warden remporte l'appel d'offre Armed Overwatch et, le 1er août 2022, le SOCOM annonce un contrat de 3 milliards de dollars américains pour l'achat de 75 appareils d'ici 2029. Il doit complétement remplacer le MC-12W et partiellement remplacer le U-28A dans le rôle de surveillance (certain resteront en service dans leur rôle de transport).

## Designation
"AT-802U Sky Warden" est le nom commercial attribué par L3Harris. L'identifiant "OA-1K" fut annoncé fin 2022, puis le nom Skyraider II le 27 janvier 2025, en hommage aux Skyraider utilisés par les opérations spéciales de l'armée de l'air pendant la Guerre du Viêt Nam. Cependant l'identifiant alphanumérique OA-1K indique faussement que l'avion est une nouvelle version du A-1 (dont la dernière version fut A-1J) et ne respecte donc pas la nomenclature américaine.

## Design et développement
L'AT-802U Sky Warden est développé par L3Harris à partir de l'Air Tractor AT-802 pour le programme Armed Overwatch de SOCOM. Une version de l'AT-802 est utilisée depuis plusieurs années[Depuis quand ?] pour éradiquer les cultures de feuilles de coca (utilisées dans la production cocaïne)et, par conséquent, était déjà équipée de blindage balistique composites légers, appelés « baignoire » autour du compartiment moteur et du cockpit. Le pare-brise comporte des panneaux de verre balistique plats. Le cockpit est construit à partir d'un cadre en tube d'acier pour servir d'arceau de sécurité et ne se rompt pas si l'avion se renverse.
L'avion n'est pas conçu pour accueillir des sièges éjectables. Les conduites de carburant et le réservoir de carburant sont auto-obturants et disposent d'un largage de carburant d'urgence. Les dispositifs de retenue comprennent un harnais 5 points équipé d'airbags. Les commandes de vol sont présentes sur les sièges avant et arrière. Le train d'atterrissage classique diffère de celle de la plupart des avions modernes qui ont un train tricycle, qui est optimal pour le décollage et l'atterrissage sur des pistes d'atterrissage sommaires et non aménagées et courtes.
L'AT-802U est conçu pour un déploiement rapide et peut être désassemblé en une journée pour tenir dans un seul avion cargo C-17. Il peut ensuite être réassemblé pour être prêt pour la mission en une seule journée.
Le 1er août 2022, Air Tractor et L3Harris remportent un contrat de 3 milliards de dollars américains pour 75 avions d'ici 2029. Le contrat prévoyait un paiement initial de 170 millions de dollars américains, le reste étant payé au fur et à mesure de la livraison de la flotte. L'avion est construit en deux étapes ; la cellule est construite par Air Tractor à Olney, au Texas, puis le blindage et les systèmes d'armes sont ajoutés par L3Harris à Tulsa, Oklahoma.
L'AT-802U est officiellement désigné OA-1K fin 2022.

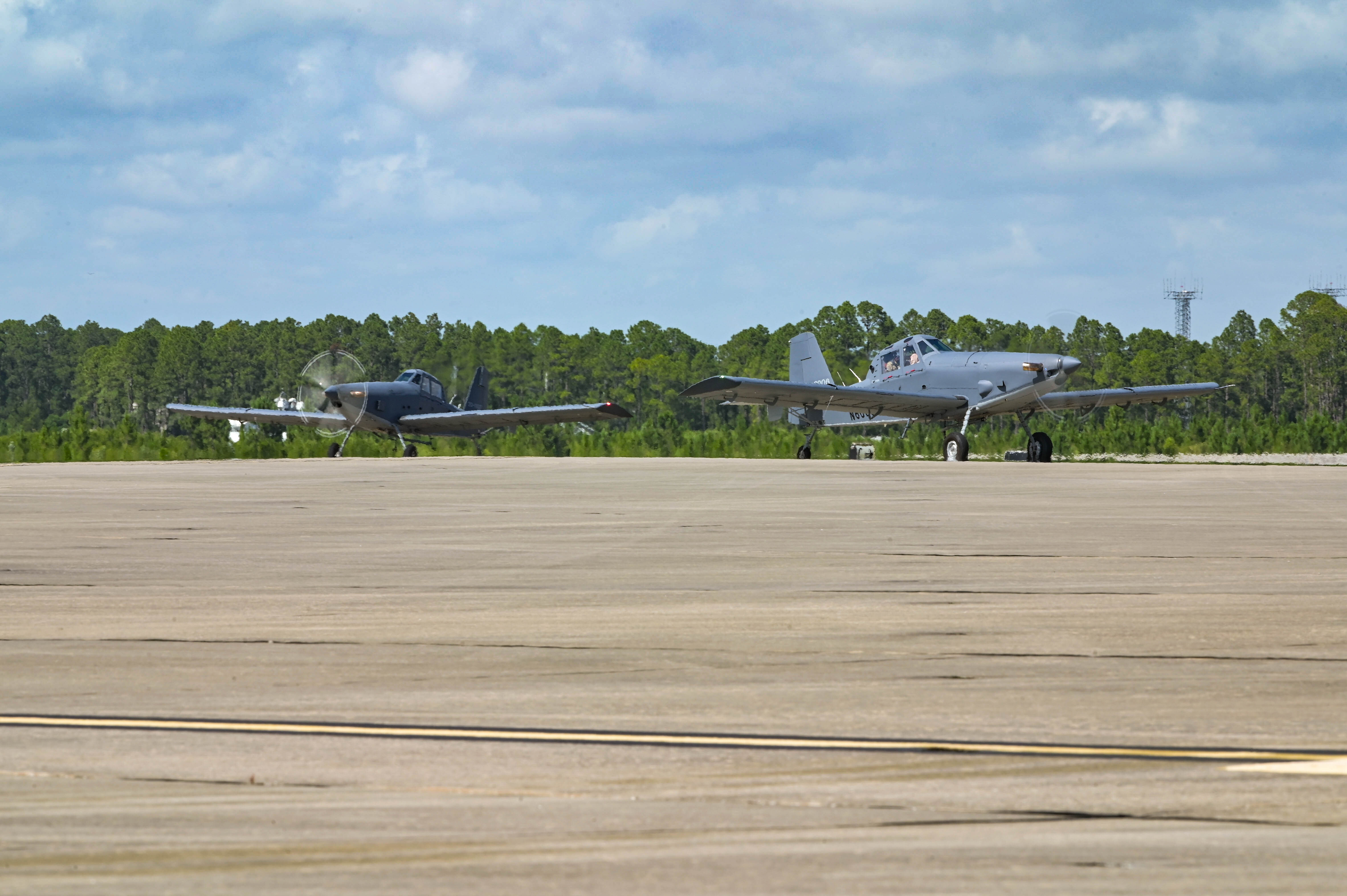
Les deux premiers AT-802U arrivant a Hurlburt Field le 28 juin 2024. Notez que ce ne sont que des AT-802U de Air Tractor, nom modifié par L3Harris.

Le 15 décembre 2023, le Government Accountability Office (GAO) publie un rapport exhortant le Pentagone à ralentir le programme jusqu'à ce que SOCOM justifie mieux le nombre d'avions. Le GAO suggère que le SOCOM avait besoin d'une flotte de Sky Wardens « sensiblement plus petite », mais n’en a pas recommandé un nombre lui même.
Le nom Skyraider II est officiellement annoncé le 27 janvier 2025.

## Opérateurs
États-Unis
Le OA-1K est prévu d'être basé à Hurlburt Field, Cannon Air Force Base, Davis-Monthan Air Force Base et Will Rogers Air National Guard Base.
- Force aérienne des États-Unis
  - Commandement des opérations spéciales de la force aérienne (AFSOC) [9]
    - 492nd Special Operations Wing
      - 17th Special Operations Squadron. Sert d'unité de formation (FTU : Formal Training Unit) pour les nouveau pilotes et WSO ; et ceux conjointement avec la 185th SOS de la Garde nationale aérienne de l'Oklahoma, elle aussi basé a Will Rogers Air National Guard Base[8].
- Garde nationale aérienne de l'Oklahoma (OKANG)
  - 137th Special Operations Wing
    - 185th Special Operations Squadron

## Spécifications (AT-802U)
Les données suivantes sont fournies par le fabricant :

### Caractéristiques générales
- Capacité de carburant : réservoirs d'ailes : 380 gallons américains (1 400 L ; 320 imp gal) et réservoirs de fuselage : 360 gallons américains (1 400 L ; 300 imp gal)
- Hélice : 5 pales Hartzell dôme en titane

### Performance
- Vitesse de décrochage : 91 kn (105 mph, 169 km/h) à la masse brute maximale